# Axonopus suffultus
Axonopus suffultus är en gräsart som först beskrevs av Johann Christian Mikan och Carl Bernhard von Trinius, och fick sitt nu gällande namn av Parodi. Axonopus suffultus ingår i släktet Axonopus och familjen gräs. Inga underarter finns listade i Catalogue of Life.